# Mazurek Dąbrowskiego
Mazurek Dąbrowskiego („Dombrowskis Mazurka“) ist die Nationalhymne der Republik Polen, benannt nach dem polnischen Nationalhelden Jan Henryk Dąbrowski.

## Geschichte des Liedes
Ursprünglich lautete der Titel „Lied der polnischen Legionen in Italien“ (Pieśń Legionów Polskich we Włoszech). Józef Wybicki schrieb den Text 1797 in der italienischen Stadt Reggio nell’Emilia, die zu diesem Zeitpunkt zur neu gegründeten Cisalpinischen Republik, einem napoleonischen Satellitenstaat, gehörte. Dorthin emigrierte Wybicki nach den Teilungen Polens, ebenso wie einige weitere Aufständische des Kościuszko-Aufstands. Unter ihnen befand sich auch Jan Henryk Dąbrowski, der der Hymne ihren heutigen Namen gab. Mit Zustimmung Napoleons organisierte er 1797 militärische Verbände von polnischen Freiwilligen (Légions polonaises) zur Befreiung der Heimat. Dies wird auch in der Hymne deutlich, wenn davon die Rede ist, dass Dąbrowski seine Truppen von Italien nach Polen führen soll. Zuerst aber kämpften diese gegen die Österreicher in Norditalien zum Schutz der neuen Republik. Es bestand die Hoffnung, dass Napoleon als Dank die Wiedergründung des polnischen Staates unterstützen werde. Stattdessen gründete er 1807 das Herzogtum Warschau, welches lediglich ein weiterer Satellitenstaat Frankreichs war.
Der Ursprung der Melodie ist unbekannt. Es wird vermutet, dass Wybicki seinen Text der Melodie einer bereits im 18. Jahrhundert populären Mazurka unterlegte. Zeitweise wurde die Komposition Michał Kleofas Ogiński zugeschrieben, da darin dessen Marche pour les Légions polonaises vermutet wurde. Seit jedoch die Noten dieser Komposition 1938 aufgefunden wurden, ist klar, dass es sich dabei um eine andere Melodie handelt.
1830 wurde das Lied beim Novemberaufstand (Powstanie listopadowe) gesungen, 1863 beim Januaraufstand (Powstanie styczniowe), von den Polen der Emigration (Wielka Emigracja), 1905 bei der Russischen Revolution sowie im Ersten und Zweiten Weltkrieg.
Mazurek Dąbrowskiego wurde von Dichtern, die sich mit dem kämpfenden Polen solidarisierten, in 17 Sprachen übersetzt und gesungen. Beim Völkerfrühling 1848 wurde Mazurek Dąbrowskiego auf den Straßen Wiens, Berlins und Prags gesungen, wo es sich großer Popularität erfreute.
Es diente als Vorlage (Melodie und Text) für den slowakischen Dichter Samo Tomášik, der 1834 das Lied Hej Sloveni verfasste. 1848 fand der Slawenkongress in Prag statt, wo Hej Sloveni als Hymne aller Slawen angenommen wurde. Nach 1945 wurde das Lied auch – allerdings mit Abweichungen im Tempo und am Schluss – Nationalhymne Jugoslawiens.
Seit dem 26. Februar 1927 ist Mazurek Dąbrowskiego offiziell die Nationalhymne Polens. Der Text weicht etwas vom ursprünglichen „Lied der polnischen Legionen in Italien“ ab.

## Text

### Polnischer Originaltext
| Offizielle Hymne | Ursprüngliche Version |
| --- | --- |
| Jeszcze Polska nie zginęła, Kiedy my żyjemy. Co nam obca przemoc wzięła, Szablą odbierzemy. Marsz, marsz, Dąbrowski, Z ziemi włoskiej do Polski, Za twoim przewodem Złączym się z narodem. Przejdziem Wisłę, przejdziem Wartę, Będziem Polakami, Dał nam przykład Bonaparte, Jak zwyciężać mamy. Marsz, marsz, Dąbrowski … Jak Czarniecki do Poznania Po szwedzkim zaborze, Dla ojczyzny ratowania Wrócim się przez morze. Marsz, marsz, Dąbrowski … Już tam ojciec do swej Basi Mówi zapłakany: „Słuchaj jeno, pono nasi biją w tarabany.“ Marsz, marsz, Dąbrowski … | Jeszcze Polska nie umarła, kiedy my żyjemy. Co nam obca moc wydarła, szablą odbijemy. Marsz, marsz, Dąbrowski do Polski z ziemi włoski za Twoim przewodem złączem się z narodem. Jak Czarnecki do Poznania wracał się przez morze dla ojczyzny ratowania po Szwedzkim rozbiorze. Marsz, marsz, Dąbrowski … Przejdziem Wisłę przejdziem Wartę będziem Polakami dał nam przykład Bonaparte jak zwyciężać mamy. Marsz, marsz, Dąbrowski … Niemiec, Moskal nieosiędzie, gdy jąwszy pałasza, hasłem wszystkich zgoda będzie i ojczyzna nasza. Marsz, marsz, Dąbrowski … Już tam ojciec do swej Basi mówi zapłakany: “słuchaj jeno, pono nasi biją w tarabany.” Marsz, marsz, Dąbrowski … Na to wszystkich jedne głosy: Dosyć tej niewoli mamy Racławickie Kosy, Kościuszkę, Bóg pozwoli. |

### Deutsche Übersetzung
| Offizielle Hymne | Ursprüngliche Version |
| --- | --- |
| Noch ist Polen nicht gestorben, solange wir leben. Was uns fremde Übermacht nahm, werden wir uns mit dem Säbel zurückholen. Marsch, marsch, Dąbrowski, Von der italienischen Erde nach Polen. Unter deiner Führung vereinen wir uns mit der Nation. Wir werden Weichsel und Warthe durchschreiten, Wir werden Polen sein, Bonaparte gab uns ein Beispiel, wie wir zu siegen haben. Marsch, marsch, Dąbrowski … Wie Czarniecki bis nach Posen Nach der schwedischen Besetzung, Zur Rettung des Vaterlands kehren wir übers Meer zurück. Marsch, marsch, Dąbrowski … Da spricht schon ein Vater zu seiner Basia weinend: „Höre nur, es heißt, dass die Unseren die Kesselpauken schlagen.“ Marsch, marsch, Dąbrowski … | Noch ist Polen nicht gestorben solange wir leben. Was uns fremde Macht entriss werden wir mit dem Säbel zurückerobern. Marsch, marsch, Dąbrowski nach Polen aus dem italienischen Land Unter deiner Führung Vereinen wir uns mit der Nation. Wie Czarniecki nach Posen über das Meer zurückkehrte, um das Vaterland zu retten während der schwedischen Besatzung. Marsch, marsch, Dąbrowski … Wir überqueren die Weichsel und die Warthe, wir werden Polen sein. Bonaparte war uns Vorbild wie wir siegen sollen. Marsch, marsch, Dąbrowski … Der Deutsche und der Moskauer werden sich nicht ansiedeln, denn wir nehmen unseren Pallasch, die Devise von uns allen ist der Einklang sowie unser Vaterland. Marsch, marsch, Dąbrowski … Schon spricht der Vater zu seiner Basia mit Tränen in den Augen: Hör zu, angeblich schlagen unsere in die Kriegstrommeln. Marsch, marsch, Dąbrowski … Darauf alle mit einer Stimme: Genug mit dieser Knechtschaft, wir haben Raclawicer Sensen und Kościuszko, so Gott will. |

## Musikalische Zitate
- Antonín Dvořák zitiert die Melodie im Scherzo seines um 1868/1869 entstandenen Streichquartetts Nr. 3 D-Dur B. 18. Dvořák dürfte sie in der Fassung des Freiheitslieds Hej Sloveni kennengelernt haben, das um diese Zeit auch in Prag verbreitet war: die zitierte Melodiefassung ist dennoch näher an der polnischen Vorlage.[7]
- In Edward Elgars 1915 komponiertem Werk Polonia für großes Orchester op. 76 (1915) ist der Marsch eines der Hauptthemen.
- 1941 schrieb Reinhold Glière eine Ouvertüre über slawische Volksthemen F-Dur für großes Orchester op. 77, in der die Melodie eines der Themen ebenfalls ist.